# 遙仰凰華
《遙仰凰華》（遥かに仰ぎ、麗しの）為Will旗下品牌PULLTOP於2006年11月24日推出的十八禁美少女遊戲，並於2008年2月16日由未來數位在台灣發行正體中文版。日文簡稱是（Kanishino）。

## 概要
因為恩師的推薦，主角在畢業後即以一名新任教師的身份，來到了貴族千金學校「凰華女學園分校」就職。

## 登場人物

### 主角
瀧澤司（Takizawa Tsukasa）
在大學畢業後，得到恩師猿邊教授的協助下來到凰華學院分校擔當老師，平民出身的司常為校內超乎想像的豪華氣派與學生的價值觀感到苦惱。不懂得游泳，熱愛飛機及軍事。主要教授歷史科。
在年幼時被父母以「去遊樂場」所騙被遺棄在孤兒院。因此對人抱有強烈的不信任感。後來得到瀧澤夫婦收養，在收留初期封閉自己內心，並多次製造麻煩，後來經過某次暴力事件，態度明顯有所改變。目前十分尊敬瀧澤夫婦，並以自己姓瀧澤為榮。但對自己曾被遺棄成為心中的黑暗面。
性格在本校線與分校線有明顯不同。本校線中的司積極面對困難，充滿自信，貫徹自己的信念，不會屈服於金錢、權力及地位之下，深得學生的信任。分校線中的司相對較為懦弱，比較衝動，處事手法亦相對地不成熟。

#### 本校系女主角
風祭雅（Kazamatsuri Miyabi）
- 配音：北都南[1]，生日：5月3日，自稱為。

身形嬌小的女孩，自小與女僕莉妲相依為命，被美綺稱為「小雅」。身為首屈一指的風祭家的女兒，對上有一位哥哥跟一位姊姊，但由於兩人過分的優秀，令雅經常被父母忽視。被父親委派為「凰華女學園分校」的代理理事長，同時也成為該校的一名學生，抱着「自出生以來第一次被委以重任」的想法，希望能盡力達到父母的期望。然而由於個性蠻橫，因此在執行理事長職務時，常與他人發生爭執，被學生甚至教師們所厭惡。與鏡花因為性格不合，常有磨擦並針鋒相對。
情況在司來到凰華學院分校擔當老師後開始有所改變，在司的引導下逐漸打破與他人的隔閡，並得到其他人的尊重。
從與司的相處過程中，由當初的厭惡變成依賴，後來更多次主動表露愛意。在得知自己只是政治婚姻的棋子而大受打擊，幸得司與莉妲的支持而重新振作。最終，在莉妲與司的協助下，得到幸福。
鷹月殿子（Takatsuki Tonoko）
- 配音：遠山枝里子[1]，生日：6月7日，自稱為。

鷹月家的正統繼承人，性格崇尚自由，討厭堅守傳統的鷹月家。喜愛散步，常因此缺課，是八乙女梓乃的唯一好友。
在偶然與瀧澤司的對談中，感到司可以信任而打開心扉，從司身上尋找父愛，並自稱司的「女兒」，對司言聽計從。協助司修復零式戰機－志藤99式24型。任何事都能迅速學會並展露出驚人的才華。
在與司的相處過程中，感情由親情慢慢轉變成為愛情。因司惡作劇性的給了一道數學界俗稱「遺留到下個世紀的十大證明題」，解開後成為日本及全世界聞名的數學家，並在得到風祭與八乙女家族的支持下，與鷹月家的抗爭得以成功。最終和司結婚並留在身邊。
八乙女梓乃（Yaotome Shino）
- 配音：佐本二厘[1]，生日：6月21日，自稱為。

「校史編纂委員會」的成員，個性內向但十分堅強，飼養小狗但丁，與鷹月殿子屬於親密好友，暱稱殿子為「小殿」。得到家人的寵愛，是八乙女家的獨女。擅於料理。曾經為了學習一般社會的環境，與殿子一同在平民學校中學習，然而因為不黯世事而遭受同學的排擠及欺負，甚至遭受老師的歧視，自此變得除了殿子與親人之外害怕與人接觸，患上「對人恐懼症」。
瀧澤司擔當老師後，迅速獲得殿子的信任，令一直安穩的生活起了變化，更因感覺殿子被奪走而變得討厭及憎恨司。在意圖趕走司的過程中，不知不覺間反而因此踏出了重要的一步——努力克服恐惧得以融入與同學的相處，获得了成长，更多次得到司的救助，慢慢改變對司的感情。在與司成為情侶後，發現司的黑暗面，並以溫柔安撫平司的內心。最終與司在一起。

#### 分校系女主角
仁禮香（Nire Sumika）
- 配音：井村屋ほのか[1]

學校中的優等生，個性認真嚴謹，被「仁禮」這個家道中落的家族所束縛。在美綺的計策之下，瀧澤司帶著栖香去遊樂園玩，並漸漸了解栖香的過去。仁禮家曾經是有巨大影響力的華族，世世代代守護代表著榮耀的「櫻花苑」，這也是栖香喜歡櫻花的原因。然而近年來仁禮家不斷衰敗，面臨著櫻花苑被奪走的危機，而造成其衰敗的原因正是與相澤家的鬥爭。因此，雖然栖香很希望能與親姊姊美綺和好相處，卻不得不受制於彼此家族的拘束。
另外，香過去曾險遭老師侵犯，沒有成功，但該位老師的後台比仁禮家大得多，父母為了保護栖香而讓她到寧靜的凰華學園就讀。此舉卻被栖香誤認為是「因為敗壞了仁禮家的名聲所以父母要拋棄我」。從此栖香掙扎在被拋棄與想報答仁禮家的思緒之間。經由瀧澤司的動作才得以面對不願被拋棄的自己。此後和司尷尬了一段時間，又因為生日而和好。
平安夜時把童貞獻給瀧澤司，表示將一生愛著他。隔日卻離開學校與新興企業的臺灣人相親。其實仁禮父母也希望栖香能選澤自己所愛，卻認為不應阻止女兒走上她想走的道路；而栖香認為這次相親獲得的金錢將能保護櫻花苑，既然父母拋棄自己，就當成是對養育之恩最後一次回報。最後由於瀧澤司介入，雙方解開了這個誤會；同時由於美綺的關係相澤家停止對櫻花苑的收購，姐妹相認。幾個月後仁禮家把資產出售以整頓債務，留下櫻花苑。瀧澤司成為補習班老師，栖香則決心攻讀歷史相關系所而再度成為司的學生，再過不久就是「瀧澤栖香」。
相澤美綺（Aizawa Misaki）
- 配音：安玖深音[1]

凰華新聞的成員，個性活潑，與學校眾人相處的不錯，喜歡幫別人取綽號。學校眼中的問題學生，常常拖著朋友上原 奏四處亂跑，也是偷渡零食進學校的人。在某次事件中，與司一起發現了學校的神秘遺蹟，便下定決心開始調查。最後在本校及分校學生們的努力下，發現原來整個半島都是風祭家的避難所(但跟雅無關，她也是被蒙在鼓裡的人)。美綺的真實身份是栖香同父異母的姐姐。因為美綺是由小妾所生，仁禮家不願承認她，所以之後交給相澤家收養。在相澤家中得到了父愛與母愛的美綺快樂的成長，一直想見自己的妹妹栖香一面。在得知栖香要前往凰華學院就讀後，便也跟著進入學院。起初栖香視奪走自家土地的相澤一家感到不滿，這份情緒也跟著移轉到美綺身上，但後來在司與美綺的勸說下，美綺的父親終於願意放棄仁禮家的房子(相澤的父親原本是想讓美綺住在自己原本應該待的家，才會想要收購仁禮家的房子)。而經過這次事件後，美綺和栖香的心結終於解開，美綺的願望也得以實現。
榛葉邑那（Hashiba Yūna）
- 配音：風華[1]

在學校的大部分時間都待在溫室中，以「溫室的主人」而聞名於學校。
真實身分為「陽道集團」當家蘆部源八郎的孫女。由於蘆部家主太過優秀，以至於每個家族成員只能互相憎恨與鬥爭。邑那雖為源八郎之孫女，卻也是為了源八郎死去的妻子而製造的「情婦」。雖然在凰華學園中過著看似與世無爭的生活，實際上藉由李燕玲的幫助，加上自己優秀的頭腦，在遠方遙控著許多企業的策略。邑那無論預測人際關係或商業情勢的能力都相當驚人，最後透過股權的操縱，成功掌握陽道集團的權力核心。

### 配角

#### 本校系學生
三嶋鏡花（Mishima Kyōka）
- 配音：青山ゆかり[1] ，自稱為。

本校系的宿舍長，外貌出眾，能力受到高度評價，個性端莊，因此常與自我中心的理事長起衝突。真正身分是作為風祭家向三島家提供資助的抵押品，在三島家經濟完全崩潰下，被理事會下令逐出校門。在司幕後策劃，並得到雅的支持下，成為雅的左右手留在校園。
結城千歲（Yūki Chitose）
- 配音：如月葵，自稱為，遊戲中沒有露面。

鏡花的好朋友，個性活潑，雙親是美術商。
高藤陀貴美子（Takatōda Kimiko）
- 配音：一色光，遊戲中沒有露面。

分校線登場的角色，百合，曾经不堪寂寞调戏上原奏，现與分校系的智代美熱戀中。
在栖香線中在晚上與智代美幽會時，曾目撃栖香進入司的房間，而在美绮线曾目睹司半夜外出，然而不管哪条线兩人卻一直保守秘密。

#### 分校系學生
上原奏（Uehara Kanade）
- 配音：木村あやか[1]，自稱為

相澤美綺的好友，雖然個性內向卻是個急性子。喜歡學校老師曉，最后与晓终成眷属。
小曾川智代美（Kosogawa Chiyomi）
- 配音：まきいづみ，遊戲中沒有露面。

分校線登場的角色，與本校系的貴美子熱戀中。喜歡寫小說，並有着足已獲獎的實力。在栖香線中在晚上與貴美子幽會時，曾目撃栖香進入司的房間，然而兩人卻一直保守秘密。
大銀舍彌生（Ooichou Yayoi）
- 配音：七原ことみ，遊戲中沒有露面。

野原乃原（Nohara）
- 配音：茶谷やすら，遊戲中沒有露面。

岡本琉璃阿（Okamoto Ruria）
- 配音：茶谷やすら，遊戲中沒有露面。身材高大，力量也超过一般男性。

神知晶（Jin Chiaki）
- 配音：一色光，遊戲中沒有露面。总是睡觉，很难叫醒。

三橋香奈（Mitsuhashi Kana）
- 配音：木葉楓，遊戲中沒有露面。

高松千鳥（Takamatsu Chidori）、高松 鶇（Takamatsu Tsugumi）;
- 配音：楠鈴音，遊戲中沒有露面。心意相通的双胞胎姐妹，擅长绘画，喜欢捉弄其他人。游戏的最后被晓和奏收养。

溝呂木輝陽（Mizorogi Teruhi）
- 配音：まきいづみ，遊戲中沒有露面。

电视购物同学（Tsuuhan）
- 配音：七原ことみ

本名不詳，邑那的友人。因故不能离开学校。不去上课也不去参加任何活动。喜爱观看电视购物节目并且购买了各种各样的商品。

#### 其他角色
莉妲（Leader）
- 配音：天川みるく[1]，自稱為。

本名為，由風際家收留的孤兒，十多年來負責服侍雅的女傭，同時擔當凰華學院分校的女傭長，深得大家的支持。外表成熟穩重，亦有少女頑皮的一面。
但丁（Dante）
八乙女梓乃所飼養的小狗，活潑好動，喜歡親近人，亦甚得大家的喜愛。在梓乃線中多次保護梓乃及在梓乃遇上危險時向瀧澤司求救。
晓光一郎（Akatsuki Kouichiroh）
- 配音：上州トム[1]。

在凰华学院分校担任美术教师。是司的前辈。爱通过开玩笑来打消严肃的气氛。为人亲和，有魄力和口才，也因此为上原奏所倾慕。他本人亦了解奏的心意，只因为有使命在身不能接受。在使命完成后，与奏结婚，并收养了双胞胎姐妹。
坂水老师（Sakamizu）
- 配音：事務台車 。

凰华学院分校的生活指导老师，为人古板而且心里阴暗。是游戏中的反派角色。对梓乃有着非分之想，并在梓乃线、美绮线中被捕。
志藤由（Shidou Yuu）
- 配音：韮井叶 。

只於風祭雅路線登場，凰華學院分校的新任教師。身為志藤家的兒子，文武全才，運動萬能。夢想是當一名教師，預定在大學畢業後就回家繼承家業。與司是好友，並對司的為人感到十分敬佩，尊稱司為「學長(先輩)」。志藤家為加強與風祭家的合作關係，安排由與雅締結婚約，司一度認為由是「個性溫柔，擁有相應的金錢、地位和權力，理解雅的內心，並能給予保護的人」而落力撮合。然而由明白雅與司的真正感受，私下拒絕了與雅的婚事，但表面仍維持與雅的婚約，協助司與雅兩人的關係。
神秘男子
- 配音：事務台車 。

只於八乙女梓乃路線登場，身穿黑衣的男子，兩次侵犯梓乃，被但丁與司阻止而失敗，第一次於露營時的海邊，第二次則於情人節當天在中庭。在懸堐邊被及時趕到的司揍暈。真實身分為坂水老師。
仁禮正臣（Nire Masaomi）
- 配音：町田あみ 。

只於美绮线、栖香路線登場，栖香的弟弟，為人有禮，十分關心姊姊。
李燕玲（Ri Ienrei）
- 配音：如月葵 。

电广的副社长。邑那的友人和家庭教师，看似毫无感情，但实际并非如此。与邑那关系密切。
鹿野上涉（Kanoue wataru）
- 配音：本多啓吾 。

在卢部财团内工作。邑那的同父异母的哥哥。外表文弱，说话小心谨慎。与仁礼家关系较为密切。

## 製作人員
- 導演：朝妻ユタカ
- 腳本：:丸谷秀人（分校系）、健速（本校系）
- 原畫/角色設定：藤原々々
- SD原畫：仁之丞
- BGM：ファクトリーノイズ&AG
- 主題曲：ツーファイブ
  - Opening:オープニング「風のRhythm」/エンディング「with a smile」
    - 作詞:ドンマッコウ
    - 作編曲:石井裕樹
    - 歌手:ゆうか
    - Recording studio:TWOFIVE STUDIO
    - 指導:堀口比呂志（TWOFIVE）

  - 凰華女學院 學院歌「遥かに仰ぎ、麗しの」 
    - 作詞:戸谷秀厳
    - 作編曲:石井裕樹
    - 歌手:凰華女學院 聲樂隊
    - Recording studio:TWOFIVE STUDIO
    - 指導:堀口比呂志（TWOFIVE）

## 相關商品
- 遙仰凰華 Mini Mini Guidebook：2006年11月18日發售
- 遙仰凰華 Visual Fan book：2007年4月25日發售、ISBN 978-4-7580-1069-6
- 小說版（Harvest Novels）
  - ：2007年6月1日發售、ISBN 978-4-434-10685-9
  - ：2007年7月1日發售、ISBN 978-4-434-10774-0

## 評價
在2007年10月，《電擊G's magazine》舉辦了日本前五十名最佳美少女遊戲排名的票選活動，《遙仰凰華》在入圍的249款遊戲中獲得4票而成為第43名。
《遙仰凰華》獲得了「美少女遊戲賞2007」（第二屆）的總大賞、背景音樂賞、純愛系作品賞、劇本賞、玩家支持賞，共5個獎項。